# 田中明子
田中 明子（たなか あきこ、1926年11月15日 - 2020年12月9日）は、日本の翻訳家。
児童文学作家・瀬田貞二の盟友で、主に児童文学の翻訳を行った。
代表作にJ・R・R・トールキンの『指輪物語』（瀬田による翻訳の改訂）、『シルマリルの物語』などがある。
中世仏教文化史の研究者であった田中久夫は、明子の夫にあたる。

## 翻訳
- 『黒旗山のなぞ』（ジェフリー・トリーズ(en:Geoffrey Trease)、学習研究社） 1971年
- 『トーマス・ケンプの幽霊』（ペネロピ・ライヴリー、評論社） 1976年　ISBN 9784566011656
- 『ゆかいななかま南の国へ』 （W・R・ブルックス、学習研究社） 1982年  ISBN 9784050035168
- 『おじいちゃんは魔法つかい』（ジェイ・ウィリアムズ、学習研究社） 1982年　ISBN 9784051046866
- 『だめ天使ところころ魔女』（アーシュラ・ウィリアムズ(en:Ursula Moray Williams)、学習研究社） 1984年
- 『アナトール、草の王さまの島へ』（ナンシー・ウィラード(en:Nancy Willard)、佑学社） 1984年　ISBN 9784841603088
- 『この湖にボート禁止』（ジェフリー・トリーズ、福武書店） 1990年　ISBN 9784828831732
- 映画『ロード・オブ・ザ・リング』シリーズ（評論社と監修）

### J・R・R・トールキン
- 『ブリスさん』（J・R・R・トールキン絵、評論社） 1993年 ISBN 4-566-01321-9
- 『クリスマスレター付き サンタ・クロースからの手紙』（J・R・R・トールキン絵、瀬田貞二共訳、評論社） 1995年  ISBN 4-566-00458-9
- 新版『指輪物語』（愛蔵版）全3巻（アラン・リー絵、瀬田貞二共訳、評論社） 1992年 ISBN 4-566-02353-2
- 新版『指輪物語』（A5判）全7巻（ 寺島龍一挿絵、瀬田貞二共訳、評論社） 1992年 ISBN 4-566-02361-3
- 新版『指輪物語』（文庫版）全10巻（アラン・リー絵、寺島龍一挿絵、瀬田貞二共訳、評論社）
- 新版『シルマリルの物語』（評論社） 2003年  ISBN 4-566-02377-X
- 『「中つ国」のうた』（アラン・リー挿画、瀬田貞二共訳、評論社） 2004年  ISBN 4-566-02381-8
- 『ファーザー・クリスマス - サンタ・クロースからの手紙』（ベイリー・トールキン編、瀬田貞二共訳、評論社） 2006年

### モーリー・ハンター
- 『砦』（モーリー・ハンター（英語版）、評論社） 1978年　ISBN 9784566011410
- 『魔の山』（モーリー・ハンター、評論社） 1978年　ISBN 9784566011403
- 『つっぱり魔物グロリカン』（モーリー・ハンター、評論社） 1985年  ISBN 9784566011427